# Ставрікозавр

Розмір ставрікозавра у порівнянні з людиною.

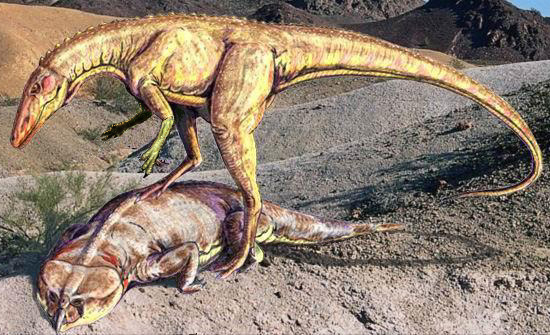
Ставрікозавр на Рінхозаврі.

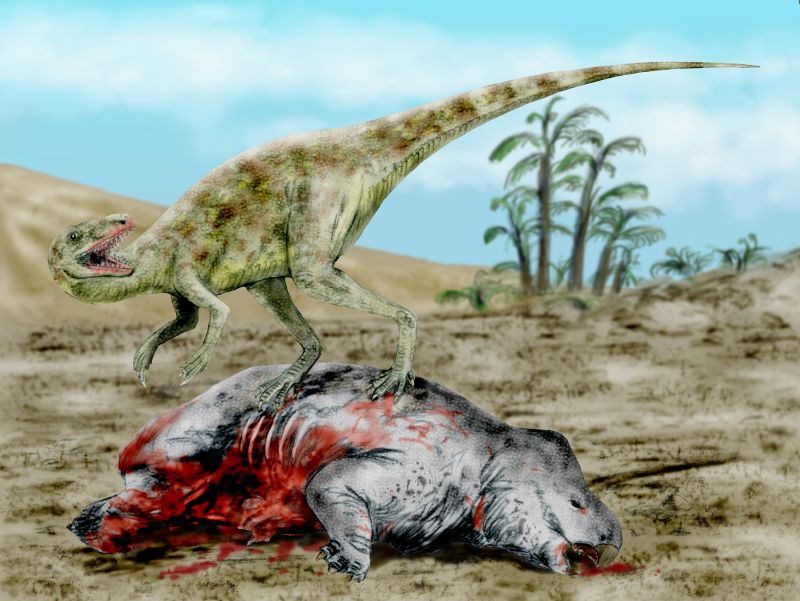
Staurikosaurus pricei.

Ставрікозавр (Staurikosaurus) — монотипний рід тероподів пізнього тріасового періоду з родини Herrerasauridae, один из перших динозаврів планети. Єдиний вид в роді Staurikosaurus.

## Походження назви
Родове ім'я динозавра Ставрікозавр пов'язане з назвою сузір'я Південний Хрест, зображеного на гербі  Бразилії і видимого тільки в  Південній півкулі, як свідчення рідкісних знахідок динозаврів в Південній півкулі. Видове ім'я pricei присвячено бразильському палеонтологу Л. І. Прайсу ( Llewellyn Ivor Price), який виявив кістяк Ставрікозавра.

## Опис
Ставрікозавр мешкав в Карнійському столітті верхнього тріасового періоду, близько 225 млн років тому. Вид був описаний в 1970 році Едвіном X. Кольбертом з американського музею природничої історії. Він досягав довжини 2,25 м і висоти 80 см і важив близько 30 кг. Єдина знахідка ставрікозавра дуже не повна: складається з більшої частини хребта, фрагментів ніг і нижньої щелепи. Реставрація ставрікозавра виконувалася виходячи з припущення, що динозавр на зорі епохи не міг бути дуже складним і мати вузькоспеціалізовані органи. Тому ставрікозавра зображують зазвичай з простими 5 пальцями передніх і задніх кінцівок. Однак знайдених фрагментів достатньо, щоб судити про те, що ставрікозавр був досить швидким хижаком.

## Ресурси Інтернета
- Dinosaurs of Rio grande do Sul.